# Кадыралы
Кадыралы (кирг. Кадыралы) — село в Ак-Талинском районе Нарынской области Кыргызстана. Административный центр Кызыл-Белесского аильного округа.
Населенный пункт, расположен в высокогорных зонах Кыргызской Республики
Расположен юго-западнее областного центра г. Нарын, рядом протекает река Суусамыр.
Население в 2009 году составляло 1091 человек.
Находится в зоне ожидаемых землетрясений II категории опасности с возможной балльностью 5-7 единиц.
Существует опасность процессов подтопления.